# Pre-Clasificatorio del Campeonato FIBA Américas de 2021
El Pre-Clasificatorio de FIBA Américas de baloncesto es la primera edición de eliminatorias clasificatorias rumbo al Campeonato FIBA Américas o Copa de las Américas organizado por Federación Internacional de Baloncesto (FIBA), donde selecciones del continente americano competirán por 16 cupos para el campeonato de las Américas, a realizarse en (país organizador) entre agosto y septiembre de 2021.
La fase Inicial llamada pre-clasificatorio consta con 2 rondas previas, en las que jugarán los equipos de la División B de FIBA Américas que terminaron octavo, noveno y décimo del Campeonato Sudamericano 2016 y la Copa Centrobasket 2016 más las 13 mejores selecciones nuevamente calificada por FIBA del Ranking de FIBA Caribbean.

## Proceso de clasificación al Campeonato FIBA Américas 2021
Para la edición número XIX de la Copa FIBA Américas de 2021 se creó un nuevo formato de eliminatorias entre selecciones de las federaciones del Caribe, Centroamérica y Sud América. Se anuló al anterior sistema de clasificación que clasificaba a los equipos mediante el Campeonato Sudamericano y la Centrobasket.

## 1º Fase Pre-Clasificatorio a la FIBA Americup 2021
En primera instancia 19 equipos fueron los clasificados a jugar la 1º fase de la nuevas eliminatorias rumbo a la Americup 2021, pero por distintos problemas de las federaciones simplemente 14 equipos la disputaron modificando los grupos y fechas inicialmente establecidas. 
El sistema de la 1º fase se dividió a los equipos según su confederación: otorgando 1 plaza a Sudamérica, 1 plaza a Centroamérica y 2 plazas al Caribe; dejando las 4 plazas restantes a los 4 equipos eliminados de la primera fase de las clasificatorias rumbo a la Copa del Mundo 2019.
En total 8 equipos serían parte de la segunda fase del pre-clasificatorio.

Calendario de clasificación
| Federación    | Fechas                             | Sedes            | Plazas | Equipos clasificados                                                                                                 |
| ------------- | ---------------------------------- | ---------------- | ------ | --- |
| Caribe        | 24 de junio – 30 de junio de 2018  | Paramaribo       | 2      | Antigua y Barbuda Barbados Bermudas Granada Guyana Montserrat Santa Lucía San Vicente y las Granadinas Surinam Haití |
| Centroamérica | 20 de julio – 22 de julio de 2018  | Ciudad de Belice | 1      | Belice Costa Rica El Salvador Guatemala Honduras Nicaragua                                                           |
| Sudamérica    | 7 de agosto – 11 de agosto de 2018 | Cochabamba Quito | 1      | Bolivia Ecuador Perú                                                                                                 |

- La selección de Haití fue descalificada en pleno torneo por problemas con jugadores nacionalizados.[2]
- Las selecciones de Guatemala, Honduras y Nicaragua desistieron de participar del torneo por problemas económicos y otros[3]
- La selección de Perú también decidió no jugar el torneo.

### Pre-Clasificatorio Caribe
Por la zona del Caribe participaron 10 equipos que se dividieron en 2 grupos de 5. Los dos mejores de cada grupos disputarían las semifinales y la final para definir a los 2 clasificados.

#### Grupo A

##### Primera Ventana
| 24 de junio de 2018 | Guyana                                                      | 93–64                                         | Granada                                                      | Paramaribo                                                                           |  |
| 18:00 (UTC-3)       | Parciales: 23 - 13, 21 - 19, 26 - 17, 23 - 15               | Parciales: 23 - 13, 21 - 19, 26 - 17, 23 - 15 | Parciales: 23 - 13, 21 - 19, 26 - 17, 23 - 15                |                                                                                      |  |
|                     | Estadísticas Kevon Wiggins 18 Anthony Moe 13 Stanton Rose 2 | Reporte Pts Reb Asts                          | Estadísticas 13 Jonathan Williams 6 Kevin Cox 1 Nigel Nimrod | Pabellón: Anthony Nesty Sporthal Árbitros: Gregory Hamilton Rebeca Davila Carla Peña |  |

| 24 de junio de 2018 | Surinam                                                         | 80–61                                        | Santa Lucía                                                   | Paramaribo                                                                                    |  |
| 21:00 (UTC-3)       | Parciales: 24 - 16, 18 - 16, 15 - 20, 23 - 9                    | Parciales: 24 - 16, 18 - 16, 15 - 20, 23 - 9 | Parciales: 24 - 16, 18 - 16, 15 - 20, 23 - 9                  |                                                                                               |  |
|                     | Estadísticas Dancell Leter 23 Dancell Leter 6 Gylan Watamaleo 5 | Reporte Pts Reb Asts                         | Estadísticas 15 Yandell Denis 12 Joel Polius 5 Ron Dumurville | Pabellón: Anthony Nesty Sporthal Árbitros: José Fernández Jennifer Joseph José de María Gómez |  |

##### Segunda Ventana
| 25 de junio de 2018 | San Vicente y las Granadinas                                         | 102–104                                                              | Guyana                                                               | Paramaribo                                                                              |  |
| 18:45 (UTC-3)       | Parciales: 26 - 18, 20 - 20, 16 - 24, 19 - 19 (T.E.: 15 - 15, 6 - 8) | Parciales: 26 - 18, 20 - 20, 16 - 24, 19 - 19 (T.E.: 15 - 15, 6 - 8) | Parciales: 26 - 18, 20 - 20, 16 - 24, 19 - 19 (T.E.: 15 - 15, 6 - 8) |                                                                                         |  |
|                     | Estadísticas Sean Baptiste 26 Chrisford Telesford 15 Sean Baptiste 3 | Reporte Pts Reb Asts                                                 | Estadísticas 41 Stanton Rose 12 Shaine Webster 2 Stanton Rose        | Pabellón: Anthony Nesty Sporthal Árbitros: Kendell Henry Jennifer Joseph Bobeth O'Garro |  |

| 25 de junio de 2018 | Granada                                                       | 67–69                                         | Surinam                                                           | Paramaribo                                                                                |  |
| 21:00 (UTC-3)       | Parciales: 23 - 14, 10 - 19, 20 - 24, 14 - 12                 | Parciales: 23 - 14, 10 - 19, 20 - 24, 14 - 12 | Parciales: 23 - 14, 10 - 19, 20 - 24, 14 - 12                     |                                                                                           |  |
|                     | Estadísticas Jonathan Williams 23 Daniel Regis 12 Kevin Cox 4 | Reporte Pts Reb Asts                          | Estadísticas 13 Gylan Watamaleo 6 Xavier Elburg 2 Gylan Watamaleo | Pabellón: Anthony Nesty Sporthal Árbitros: Gabriel Ramírez Carlos Vélez Shandera Gardiner |  |

##### Tercera Ventana
| 26 de junio de 2018 | Santa Lucía                                               | 69–73                                         | Granada                                                      | Paramaribo                                                                               |  |
| 14:15 (UTC-3)       | Parciales: 23 - 14, 16 - 17, 16 - 17, 14 - 25             | Parciales: 23 - 14, 16 - 17, 16 - 17, 14 - 25 | Parciales: 23 - 14, 16 - 17, 16 - 17, 14 - 25                |                                                                                          |  |
|                     | Estadísticas Yandell Denis 18 John Paul 8 Yandell Denis 6 | Reporte Pts Reb Asts                          | Estadísticas 13 Kevin Cox 9 Daniel Regis 4 Jonathan Williams | Pabellón: Anthony Nesty Sporthal Árbitros: José Fernández Jennifer Joseph Bobeth O'Garro |  |

| 26 de junio de 2018 | Surinam                                                         | 88–86                                                        | San Vicente y las Granadinas                                               | Paramaribo                                                                               |  |
| 21:00 (UTC-3)       | Parciales: 21 - 18, 12 - 19, 23 - 22, 21 - 18 (T.E.: 11 - 9)    | Parciales: 21 - 18, 12 - 19, 23 - 22, 21 - 18 (T.E.: 11 - 9) | Parciales: 21 - 18, 12 - 19, 23 - 22, 21 - 18 (T.E.: 11 - 9)               |                                                                                          |  |
|                     | Estadísticas Dancell Leter 33 Dancell Leter 19 Xaviro Van Ams 5 | Reporte Pts Reb Asts                                         | Estadísticas 29 Chrisford Telesford 10 Chrisford Telesford 4 Sean Baptiste | Pabellón: Anthony Nesty Sporthal Árbitros: Gregory Hamilton Gilbert Bognot Rebeca Davila |  |

##### Cuarta Ventana
| 27 de junio de 2018 | San Vicente y las Granadinas                                        | 80–61                                         | Santa Lucía                                                      | Paramaribo                                                                                      |  |
| 14:15 (UTC-3)       | Parciales: 23 - 14, 16 - 23, 17 - 11, 24 - 13                       | Parciales: 23 - 14, 16 - 23, 17 - 11, 24 - 13 | Parciales: 23 - 14, 16 - 23, 17 - 11, 24 - 13                    |                                                                                                 |  |
|                     | Estadísticas Chrisford Telesford 19 Sean Baptiste 7 Sean Baptiste 4 | Reporte Pts Reb Asts                          | Estadísticas 11 Yandell Denis 8 Marcian Calderon 5 Yandell Denis | Pabellón: Anthony Nesty Sporthal Árbitros: José de María Gómez Gilbert Bognot Shandera Gardiner |  |

| 27 de junio de 2018 | Guyana                                                  | 83–72                                         | Surinam                                                             | Paramaribo                                                                              |  |
| 21:00 (UTC-3)       | Parciales: 10 - 12, 29 - 15, 22 - 22, 22 - 23           | Parciales: 10 - 12, 29 - 15, 22 - 22, 22 - 23 | Parciales: 10 - 12, 29 - 15, 22 - 22, 22 - 23                       |                                                                                         |  |
|                     | Estadísticas Ray Victor 28 Ray Victor 10 Stanton Rose 4 | Reporte Pts Reb Asts                          | Estadísticas 21 Dancell Leter 10 Sergio de Randamie 2 Xavier Elburg | Pabellón: Anthony Nesty Sporthal Árbitros: Gabriel Ramírez Jennifer Joseph Carlos Vélez |  |

##### Quinta Ventana
| 28 de junio de 2018 | Granada                                                      | 91–86                                                        | San Vicente y las Granadinas                                                        | Paramaribo                                                                             |  |
| 16:30 (UTC-3)       | Parciales: 17 - 22, 23 - 12, 25 - 20, 9 - 20 (T.E.: 17 - 12) | Parciales: 17 - 22, 23 - 12, 25 - 20, 9 - 20 (T.E.: 17 - 12) | Parciales: 17 - 22, 23 - 12, 25 - 20, 9 - 20 (T.E.: 17 - 12)                        |                                                                                        |  |
|                     | Estadísticas Kevin Cox 22 Jehu La Feuilleee 11 Kevin Cox 4   | Reporte Pts Reb Asts                                         | Estadísticas 22 Chrisford Telesford 13 Chrisford Telesford 3 Phillip Lawrence-Ricks | Pabellón: Anthony Nesty Sporthal Árbitros: Gregory Hamilton Jennifer Joseph Carla Peña |  |

| 28 de junio de 2018 | Santa Lucía                                              | 70–85                                        | Guyana                                                   | Paramaribo                                                                             |  |
| 21:00 (UTC-3)       | Parciales: 15 - 24, 27 - 9, 14 - 17, 14 - 35             | Parciales: 15 - 24, 27 - 9, 14 - 17, 14 - 35 | Parciales: 15 - 24, 27 - 9, 14 - 17, 14 - 35             |                                                                                        |  |
|                     | Estadísticas Joel Polius 18 Joel Polius 15 Joel Polius 5 | Reporte Pts Reb Asts                         | Estadísticas 19 Anthony Moe 8 Anthony Moe 2 Harold Adams | Pabellón: Anthony Nesty Sporthal Árbitros: José Fernández Bobeth O'Garro Rebeca Davila |  |

##### Posiciones Grupo "A"
| #   | Equipo                       | PJ | G | P | PE  | PP  | Dif | Pts |
| --- | ---------------------------- | -- | - | - | --- | --- | --- | --- |
| 1.° | Guyana                       | 4  | 4 | 0 | 365 | 308 | +57 | 8   |
| 2.° | Surinam                      | 4  | 3 | 1 | 309 | 297 | +12 | 7   |
| 3.° | Granada                      | 4  | 2 | 2 | 295 | 317 | -22 | 6   |
| 4.° | San Vicente y las Granadinas | 4  | 1 | 3 | 354 | 344 | +10 | 5   |
| 5.° | Santa Lucía                  | 4  | 0 | 4 | 261 | 318 | -57 | 4   |

|  |                                             |
|  | Guyana y Surinam acceden a las semifinales. |

#### Grupo B

##### Primera Ventana
| 24 de junio de 2018 | Barbados                                      | 20–0                                          | Haití                                         | Paramaribo                                                                           |  |
| 13:30 (UTC-3)       | Parciales: 12 - 21, 17 - 15, 11 - 22, 22 - 20 | Parciales: 12 - 21, 17 - 15, 11 - 22, 22 - 20 | Parciales: 12 - 21, 17 - 15, 11 - 22, 22 - 20 |                                                                                      |  |
|                     |                                               | Reporte                                       |                                               | Pabellón: Anthony Nesty Sporthal Árbitros: Kendell Henry Bobeth O'Garro Carlos Vélez |  |

| 24 de junio de 2018 | Bermuda                                      | 78–91                                        | Antigua y Barbuda                            | Paramaribo                                                                                  |  |
| 15:45 (UTC-3)       | Parciales: 9 - 21, 23 - 19, 27 - 23, 19 - 28 | Parciales: 9 - 21, 23 - 19, 27 - 23, 19 - 28 | Parciales: 9 - 21, 23 - 19, 27 - 23, 19 - 28 |                                                                                             |  |
|                     |                                              | Reporte                                      |                                              | Pabellón: Anthony Nesty Sporthal Árbitros: Gabriel Ramírez Gilbert Bognot Shandera Gardiner |  |

- No hubo datos de "Líderes de Juego" en la primera ventana.

##### Segunda Ventana
| 25 de junio de 2018 | Montserrat                                                | 66–87                                         | Antigua y Barbuda                                                  | Paramaribo                                                                             |  |
| 14:15 (UTC-3)       | Parciales: 12 - 20, 20 - 24, 16 - 26, 16 - 17             | Parciales: 12 - 20, 20 - 24, 16 - 26, 16 - 17 | Parciales: 12 - 20, 20 - 24, 16 - 26, 16 - 17                      |                                                                                        |  |
|                     | Estadísticas Noel Weekes 24 Kenneth White 8 Chad Kirnon 3 | Reporte Pts Reb Asts                          | Estadísticas 15 Cohen Desouza 11 Adonis Humphreys 5 Clinton Joshua | Pabellón: Anthony Nesty Sporthal Árbitros: José Fernández Gilbert Bognot Rebeca Davila |  |

| 25 de junio de 2018 | Barbados                                                    | 87–78                                        | Bermuda                                                          | Paramaribo                                                                                 |  |
| 16:30 (UTC-3)       | Parciales: 8 - 15, 23 - 23, 31 - 19, 25 - 21                | Parciales: 8 - 15, 23 - 23, 31 - 19, 25 - 21 | Parciales: 8 - 15, 23 - 23, 31 - 19, 25 - 21                     |                                                                                            |  |
|                     | Estadísticas Akeem Marsh 20 Akeem Marsh 20 Andre Lockhart 5 | Reporte Pts Reb Asts                         | Estadísticas 33 Christopher Crumpler 11 Jason Lowe 5 Yusef Riley | Pabellón: Anthony Nesty Sporthal Árbitros: Gregory Hamilton José de María Gómez Carla Peña |  |

##### Tercera Ventana
| 26 de junio de 2018 | Haití                                                             | 0–20                                         | Montserrat                                                  | Paramaribo                                                                              |  |
| 16:30 (UTC-3)       | Parciales: 28 - 4, 31 - 12, 25 - 13, 16 - 21                      | Parciales: 28 - 4, 31 - 12, 25 - 13, 16 - 21 | Parciales: 28 - 4, 31 - 12, 25 - 13, 16 - 21                |                                                                                         |  |
|                     | Estadísticas Farnold Degand 23 Farnold Degand 12 Hernst Laroche 5 | Reporte Pts Reb Asts                         | Estadísticas 22 Char Kirnon 12 Farnold Degand 3 Noel Weekes | Pabellón: Anthony Nesty Sporthal Árbitros: Kendell Henry José de María Gómez Carla Peña |  |

| 26 de junio de 2018 | Antigua y Barbuda                                               | 62–55                                         | Barbados                                                  | Paramaribo                                                                                |  |
| 18:45 (UTC-3)       | Parciales: 16 - 15, 15 - 13, 15 - 17, 16 - 10                   | Parciales: 16 - 15, 15 - 13, 15 - 17, 16 - 10 | Parciales: 16 - 15, 15 - 13, 15 - 17, 16 - 10             |                                                                                           |  |
|                     | Estadísticas Vivian Destin 15 Adonis Humphreys 9 Lennox Mccoy 3 | Reporte Pts Reb Asts                          | Estadísticas 18 Andre Lockhart 8 Akeem Marsh 4 David Gill | Pabellón: Anthony Nesty Sporthal Árbitros: Gabriel Ramírez Carlos Vélez Shandera Gardiner |  |

##### Cuarta Ventana
| 27 de junio de 2018 | Antigua y Barbuda                                               | 20–0                                          | Haití                                                               | Paramaribo                                                                            |  |
| 16:30 (UTC-3)       | Parciales: 20 - 20, 10 - 10, 14 - 23, 15 - 23                   | Parciales: 20 - 20, 10 - 10, 14 - 23, 15 - 23 | Parciales: 20 - 20, 10 - 10, 14 - 23, 15 - 23                       |                                                                                       |  |
|                     | Estadísticas Cohen Desouza 13 Adonis Humphreys 5 Kareem Meade 2 | Reporte Pts Reb Asts                          | Estadísticas 23 Marvin Dominique 14 Kervin Bristol 6 Hernst Laroche | Pabellón: Anthony Nesty Sporthal Árbitros: José Fernández Kendell Henry Rebeca Davila |  |

| 27 de junio de 2018 | Bermuda                                                           | 72–56                                        | Montserrat                                                          | Paramaribo                                                                            |  |
| 18:45 (UTC-3)       | Parciales: 18 - 13, 18 - 18, 17 - 7, 19 - 18                      | Parciales: 18 - 13, 18 - 18, 17 - 7, 19 - 18 | Parciales: 18 - 13, 18 - 18, 17 - 7, 19 - 18                        |                                                                                       |  |
|                     | Estadísticas Christopher Crumpler 27 Yusef Riley 11 Yusef Riley 4 | Reporte Pts Reb Asts                         | Estadísticas 12 Emanuel Bradshaw 15 Kherel Silcott 1 Darren O'Garro | Pabellón: Anthony Nesty Sporthal Árbitros: Gregory Hamilton Bobeth O'Garro Carla Peña |  |

##### Quinta Ventana
| 28 de junio de 2018 | Montserrat                                             | 47–109                                        | Barbados                                                             | Paramaribo                                                                              |  |
| 14:15 (UTC-3)       | Parciales: 13 - 27, 11 - 24, 13 - 29, 10 - 29          | Parciales: 13 - 27, 11 - 24, 13 - 29, 10 - 29 | Parciales: 13 - 27, 11 - 24, 13 - 29, 10 - 29                        |                                                                                         |  |
|                     | Estadísticas Noel Weekes 15 Kenneth 4 Darren O'Garro 2 | Reporte Pts Reb Asts                          | Estadísticas 17 Andre Lockhart 7 Mark Bridgeman 4 Charles Vanderpool | Pabellón: Anthony Nesty Sporthal Árbitros: Kendell Henry Carlos Vélez Shandera Gardiner |  |

| 28 de junio de 2018 | Haití                                                              | 0–20                                          | Bermuda                                                                   | Paramaribo                                                                                    |  |
| 18:45 (UTC-3)       | Parciales: 20 - 13, 23 - 10, 25 - 19, 28 - 18                      | Parciales: 20 - 13, 23 - 10, 25 - 19, 28 - 18 | Parciales: 20 - 13, 23 - 10, 25 - 19, 28 - 18                             |                                                                                               |  |
|                     | Estadísticas Jeffrey Coby 22 Jeffrey Coby 14 David Jean-Baptiste 4 | Reporte Pts Reb Asts                          | Estadísticas 27 Christopher Crumpler 10 Jason Lowe 1 Christopher Crumpler | Pabellón: Anthony Nesty Sporthal Árbitros: Gabriel Ramírez Gilbert Bognot José De María Gómez |  |

##### Posiciones Grupo "B"
| #   | Equipo            | PJ | G | P | PE  | PP  | Dif | Pts |
| --- | ----------------- | -- | - | - | --- | --- | --- | --- |
| 1.° | Antigua y Barbuda | 4  | 4 | 0 | 260 | 199 | +61 | 8   |
| 2.° | Barbados          | 4  | 3 | 1 | 271 | 187 | +84 | 7   |
| 3.° | Bermuda           | 4  | 2 | 2 | 248 | 234 | +14 | 6   |
| 4.° | Montserrat        | 4  | 1 | 3 | 189 | 268 | -79 | 5   |
| 5.° | Haití             | 4  | 0 | 4 | 0   | -80 | -80 | 4   |

|  |                                               |
|  | Antigua y Barbados acceden a las semifinales. |

##### Semifinales
| 29 de junio de 2018 | Guyana                                                  | 76–71                                         | Barbados                                                       | Paramaribo                                                                             |  |
| 18:45 (UTC-3)       | Parciales: 32 - 15, 13 - 26, 15 - 12, 16 - 18           | Parciales: 32 - 15, 13 - 26, 15 - 12, 16 - 18 | Parciales: 32 - 15, 13 - 26, 15 - 12, 16 - 18                  |                                                                                        |  |
|                     | Estadísticas Ray Victor 25 Stanton Rose 7 Anthony Moe 3 | Reporte Pts Reb Asts                          | Estadísticas 24 Andre Lockhart 10 Akeem Marsh 3 Saeed Norville | Pabellón: Anthony Nesty Sporthal Árbitros: Gregory Hamilton Carlos Vélez Rebeca Davila |  |

| 29 de junio de 2018 | Surinam                                                          | 73–76                                        | Antigua y Barbuda                                              | Paramaribo                       |  |
| 21:00 (UTC-3)       | Parciales: 27 - 18, 6 - 18, 22 - 14, 18 - 26                     | Parciales: 27 - 18, 6 - 18, 22 - 14, 18 - 26 | Parciales: 27 - 18, 6 - 18, 22 - 14, 18 - 26                   |                                  |  |
|                     | Estadísticas Dancell Leter (28) Dancell Leter 9 Xaviro Van Ams 3 | Reporte Pts Reb Asts                         | Estadísticas (14) Cohen Desouza 8 Cohen Desouza 5 Lennox Mccoy | Pabellón: Anthony Nesty Sporthal |  |

##### Tercer puesto y final
| 30 de junio de 2018 | Barbados                                                     | 81–75                                                        | Surinam                                                         | Paramaribo                                                                             |  |
| 18:45 (UTC-3)       | Parciales: 14 - 17, 17 - 20, 21 - 11, 15 - 19 (T.E.: 14 - 8) | Parciales: 14 - 17, 17 - 20, 21 - 11, 15 - 19 (T.E.: 14 - 8) | Parciales: 14 - 17, 17 - 20, 21 - 11, 15 - 19 (T.E.: 14 - 8)    |                                                                                        |  |
|                     | Estadísticas Akeem Marsh 34 Akeem Marsh 15 Andre Lockhart 3  | Reporte Pts Reb Asts                                         | Estadísticas 20 Gylan Watamaleo 5 Dancell Leter 4 Dancell Leter | Pabellón: Anthony Nesty Sporthal Árbitros: Gregory Hamilton Carlos Vélez Rebeca Davila |  |

| 30 de junio de 2018 | Guyana                                                     | 83–70                                         | Antigua y Barbuda                                               | Paramaribo                                                                              |  |
| 21:00 (UTC-3)       | Parciales: 21 - 15, 20 - 24, 23 - 21, 19 - 10              | Parciales: 21 - 15, 20 - 24, 23 - 21, 19 - 10 | Parciales: 21 - 15, 20 - 24, 23 - 21, 19 - 10                   |                                                                                         |  |
|                     | Estadísticas Stanton Rose 23 Stanton Rose 7 Stanton Rose 6 | Reporte Pts Reb Asts                          | Estadísticas 19 Ernest Scott III 9 Clinton Joshua 5 Mario Davis | Pabellón: Anthony Nesty Sporthal Árbitros: José Fernández Kendell Henry Gabriel Ramírez |  |

|  |                                                         |
|  | Guyana y Antigua acceden a las clasifican a la 2º fase. |

### Pre-Clasificatorio Centro-América
Por la zona de Centroamérica: Belice, Costa Rica y El Salvador se enfrentaron entre sí en 3 partidos en una sola sede para definir al clasificado a la 2º fase.
| 20 de julio de 2018 | Belice                                                           | 71–67                                        | El Salvador                                                        | Ciudad de Belice                                                                     |  |
| 21:00 (UTC-6)       | Parciales: 9 - 12, 22 - 17, 23 - 15, 17 - 23                     | Parciales: 9 - 12, 22 - 17, 23 - 15, 17 - 23 | Parciales: 9 - 12, 22 - 17, 23 - 15, 17 - 23                       |                                                                                      |  |
|                     | Estadísticas Devin Henry Daly 18 Charles García 9 Glency Lopez 4 | Reporte Pts Reb Asts                         | Estadísticas 23 Robert Sandoval 10 Brayan García 2 Robert Sandoval | Pabellón: Belize City Civic Center Árbitros: Omar Bermúdez Maripier Malo Grant Todey |  |

| 21 de julio de 2018 | El Salvador                                                    | 49–69                                        | Costa Rica                                                     | Ciudad de Belice                                                                          |  |
| 21:00 (UTC-6)       | Parciales: 16 - 20, 13 - 12, 15 - 22, 5 - 15                   | Parciales: 16 - 20, 13 - 12, 15 - 22, 5 - 15 | Parciales: 16 - 20, 13 - 12, 15 - 22, 5 - 15                   |                                                                                           |  |
|                     | Estadísticas Robert Sandoval 22 Carlos Arias 10 Carlos Arias 4 | Reporte Pts Reb Asts                         | Estadísticas 14 Carlos Quesada 7 Amaurys Ripool 6 Isaac Conejo | Pabellón: Belize City Civic Center Árbitros: Omar Bermúdez Nathaniel Saunders Grant Todey |  |

| 22 de julio de 2018 | Belice                                                             | 52–57                                        | Costa Rica                                                  | Ciudad de Belice                                                                            |  |
| 21:00 (UTC-6)       | Parciales: 13 - 13, 16 - 14, 15 - 14, 8 - 16                       | Parciales: 13 - 13, 16 - 14, 15 - 14, 8 - 16 | Parciales: 13 - 13, 16 - 14, 15 - 14, 8 - 16                |                                                                                             |  |
|                     | Estadísticas Charles García 14 Daniel Conorque 7 Charles Burgess 4 | Reporte Pts Reb Asts                         | Estadísticas 15 Kay Martínez 7 David Shedden 5 Rohel Wilson | Pabellón: Belize City Civic Center Árbitros: Omar Bermúdez Maripier Malo Nathaniel Saunders |  |

#### Posiciones
| #   | Equipo      | PJ | G | P | PE  | PP  | Dif | Pts |
| --- | ----------- | -- | - | - | --- | --- | --- | --- |
| 1.° | Costa Rica  | 2  | 2 | 0 | 126 | 101 | +25 | 4   |
| 2.° | Belice      | 2  | 1 | 1 | 123 | 124 | -1  | 3   |
| 3.° | El Salvador | 2  | 0 | 2 | 116 | 140 | -24 | 2   |

|  |                                  |
|  | Costa Rica accedió a la 2º fase. |

### Pre-Clasificatorio Sudamérica
Por la zona de Sudamérica Ecuador y Bolivia se enfrentaron en partidos de ida y vuelta para definir al clasificado a la 2º fase.
| 7 de agosto de 2018 | Bolivia                                                       | 78–51                                        | Ecuador                                                              | Cochabamba                                                                                             |  |
| 20:00 (UTC-4)       | Parciales: 21 - 20, 14 - 10, 24 - 12, 19 - 9                  | Parciales: 21 - 20, 14 - 10, 24 - 12, 19 - 9 | Parciales: 21 - 20, 14 - 10, 24 - 12, 19 - 9                         | |  |
|                     | Estadísticas Cristhian Camargo 13 Rene Calvo 10 Ronald Arze 7 | Reporte Pts Reb Asts                         | Estadísticas 8 Juan Pablo Álvarez 7 Joe Quiñonez 2 William Guayaquil | Pabellón: Polideportivo Evo Morales Árbitros: Marcos Benito Leandro Lezcano Virginia Soledad Peruchini |  |

| 11 de agosto de 2018 | Ecuador                                                            | 81–76                                         | Bolivia                                                   | Quito                                                                                        |  |
| 20:00 (UTC-5)        | Parciales: 17 - 16, 10 - 17, 27 - 24, 27 - 19                      | Parciales: 17 - 16, 10 - 17, 27 - 24, 27 - 19 | Parciales: 17 - 16, 10 - 17, 27 - 24, 27 - 19             |                                                                                              |  |
|                      | Estadísticas Juan Pablo Alvarez 20 Raul Cardenas 7 Raúl Cárdenas 5 | Reporte Pts Reb Asts                          | Estadísticas 19 Martin Ochoa 9 Martin Ochoa 6 Ronald Arze | Pabellón: Coliseo Julio César Hidalgo Árbitros: Andreia Silva Sebastián Negron Felipe Ibarra |  |

#### Posiciones
| #   | Equipo  | PJ | G | P | PE  | PP  | Dif | Pts |
| --- | ------- | -- | - | - | --- | --- | --- | --- |
| 1.° | Bolivia | 2  | 1 | 1 | 154 | 132 | +22 | 3   |
| 2.° | Ecuador | 2  | 1 | 1 | 132 | 154 | -22 | 3   |

|  |                               |
|  | Bolivia accedió a la 2º fase. |

## 2º Fase Pre-Clasificatorio a la FIBA Americup 2021
La segunda fase de clasificación la jugarían 8 equipos, en primera instancia se realizaría en 3 ventanas entre septiembre, noviembre de 2018 y febrero de 2019. Sin embargo por problemas económicos de distintas federaciones se jugará la segunda fase en una sola sede en febrero de 2019. Con los 4 equipos clasificados de la primera fase de pre-clasificación y los 4 equipos eliminados de la primera fase de la Clasificación a la Copa del Mundo 2019.
La fase contaría con dos sedes que fue elegida a pedido de la Federación Colombiana de Baloncesto y la Asociación Nacional de Baloncesto de Belice. La ciudad de Tunja, Colombia y la Ciudad de Belice albergarán los 2 grupos de la segunda fase de clasificación del 22 al 24 de febrero que calificarán a los 4 mejores equipos clasificarán para la División A para el Clasificatorio a la FIBA AmeriCup de 2022 y las futuras eliminatorias de Clasificación de FIBA Américas para la Copa Mundial de Baloncesto de 2023.
| Eliminados 1º fase clasificación Copa del Mundo - División A | Clasificados de la 1º fase Pre-clasificatorio - División B        |
| ------------------------------------------------------------ | ----------------------------------------------------------------- |
| Bahamas (59) Cuba (65) Paraguay (75) Colombia (81)           | Antigua y Barbuda (15) Costa Rica (95) Guyana (108) Bolivia (129) |

- (#) Los equipos llegan a la segunda fase con el Ranking FIBA de diciembre de 2018.
- Costa Rica desistió de participar en la segunda fase por problemas económicos[6]
- Belice toma el lugar de Costa Rica
- (#) Belice no calificada el último ranking FIBA.

### Grupo A
El grupo A tendrá como sede la Ciudad de Belice, Belice.
| #   | Equipo            | PJ | G | P | PE  | PP  | Dif  | Pts |
| --- | ----------------- | -- | - | - | --- | --- | ---- | --- |
| 1.° | Cuba              | 3  | 3 | 0 | 293 | 224 | +69  | 6   |
| 2.° | Bahamas           | 3  | 2 | 1 | 270 | 216 | +54  | 5   |
| 3.° | Belice            | 3  | 1 | 2 | 248 | 239 | +9   | 4   |
| 4.° | Antigua y Barbuda | 3  | 0 | 3 | 197 | 329 | -122 | 3   |

|  |                                                                      |
|  | Cuba y Bahamas permanece a División A para el Torneo Clasificatorio. |

#### Fecha 1
| 22 de febrero de 2019 | Bahamas                                                       | 74–88                                 | Cuba                                                         | Ciudad de Belice                                                                                 |  |
| 18:00 (UTC-6)         | Parciales: 19-29, 20-13, 24-32, 11-14                         | Parciales: 19-29, 20-13, 24-32, 11-14 | Parciales: 19-29, 20-13, 24-32, 11-14                        |                                                                                                  |  |
|                       | Estadísticas Michael Carey 14 Shaquille Cleare 9 Jean Cadot 6 | Reporte - Pts Reb Asts                | Estadísticas 22 Jasiel Rivero 13 Javier Justiz 7 Osmel Oliva | Pabellón: Belize City Civic Center Árbitros: Grant Alexander Jarby De Jesús Loaiza Allan Mercado |  |

| 22 de febrero de 2019 | Belice                                                         | 96–71                                 | Antigua y Barbuda                                          | Ciudad de Belice                                                                         |  |
| 20:30 (UTC-6)         | Parciales: 24-17, 26-18, 20-20, 26-16                          | Parciales: 24-17, 26-18, 20-20, 26-16 | Parciales: 24-17, 26-18, 20-20, 26-16                      |                                                                                          |  |
|                       | Estadísticas Richard Troyer 20 Glency Lopez 8 Edgar Mitchell 8 | Reporte - Pts Reb Asts                | Estadísticas 18 Duane James 10 Duane James 2 Joel Mcintosh | Pabellón: Belize City Civic Center Árbitros: Gabriel Ramírez Carlos Vélez Orlando Varela |  |

#### Fecha 2
| 23 de febrero de 2019 | Antigua y Barbuda                                                      | 56–110                                | Bahamas                                                            | Ciudad de Belice                                                                       |  |
| 18:00 (UTC-6)         | Parciales: 14-37, 12-19, 13-27, 17-27                                  | Parciales: 14-37, 12-19, 13-27, 17-27 | Parciales: 14-37, 12-19, 13-27, 17-27                              |                                                                                        |  |
|                       | Estadísticas Kareem Edwards 23 Kwame Braithwaite 5 Kwame Braithwaite 3 | Reporte Pts Reb Asts                  | Estadísticas 29 Michael Carey 8 Winslo Barry Jr. 10 Lourawls Nairn | Pabellón: Belize City Civic Center Árbitros: Carlos Vélez Allan Mercado Orlando Varela |  |

| 23 de febrero de 2019 | Belice                                                         | 80–82                                 | Cuba                                                       | Ciudad de Belice                                                                               |  |
| 20:30 (UTC-6)         | Parciales: 16-23, 20-11, 22-29, 22-19                          | Parciales: 16-23, 20-11, 22-29, 22-19 | Parciales: 16-23, 20-11, 22-29, 22-19                      |                                                                                                |  |
|                       | Estadísticas Jasiel Rivero 29 Yoanki Mensia 10 Yoanki Mensia 3 | Reporte - Pts Reb Asts                | Estadísticas 23 Devin Daly 9 Richard Troyer 5 Glency López | Pabellón: Belize City Civic Center Árbitros: Gabriel Ramírez Grant Todey Jardy de Jesús Loaiza |  |

#### Fecha 3
| 24 de febrero de 2019 | Cuba                                                             | 123–70                                | Antigua y Barbuda                                                            | Ciudad de Belice                                                                                |  |
| 18:00 (UTC-6)         | Parciales: 21-20, 27-16, 39-16, 36-18                            | Parciales: 21-20, 27-16, 39-16, 36-18 | Parciales: 21-20, 27-16, 39-16, 36-18                                        |                                                                                                 |  |
|                       | Estadísticas Lisvan Valdes 24 Javier Justiz 15 Yaser Rodríguez 9 | Reporte Pts Reb Asts                  | Estadísticas 16 Selassie Braithwaite 4 Alexis Jackson 6 Selassie Braithwaite | Pabellón: Belize City Civic Center Árbitros: Orlando Varela Allan Mercado Jarby De Jesús Loaiza |  |

| 24 de febrero de 2019 | Belice                                                          | 72–86                                 | Bahamas                                                         | Ciudad de Belice                                                                      |  |
| 20:30 (UTC-6)         | Parciales: 19-22, 23-20, 13-22, 17-22                           | Parciales: 19-22, 23-20, 13-22, 17-22 | Parciales: 19-22, 23-20, 13-22, 17-22                           |                                                                                       |  |
|                       | Estadísticas Daniel Conorque 26 Richard Troyer 8 Glency López 3 | Reporte Pts Reb Asts                  | Estadísticas 21 Michael Carey 15 Kentwan Smith 7 Lourawls Nairn | Pabellón: Belize City Civic Center Árbitros: Gabriel Ramírez Grant Todey Carlos Vélez |  |

### Grupo "B"
El grupo B tendrá como sede el municipio de Tunja, Boyacá, Colombia.
| #   | Equipo   | PJ | G | P | PE  | PP  | Dif | Pts |
| --- | -------- | -- | - | - | --- | --- | --- | --- |
| 1.° | Colombia | 3  | 3 | 0 | 291 | 201 | +90 | 6   |
| 2.° | Paraguay | 3  | 2 | 1 | 250 | 219 | +31 | 5   |
| 3.° | Guyana   | 3  | 1 | 2 | 194 | 272 | -78 | 4   |
| 4.° | Bolivia  | 3  | 0 | 3 | 189 | 232 | -43 | 3   |

|  |                                                                             |
|  | Colombia y Paraguay permanecen en División A para el Torneo Clasificatorio. |

#### Fecha 1
| 22 de febrero de 2019 | Paraguay                                                          | 93–53                                | Guyana                                                    | Tunja                                                                                           |  |
| 17:30 (UTC-5)         | Parciales: 27-1, 24-18, 16-16, 26-18                              | Parciales: 27-1, 24-18, 16-16, 26-18 | Parciales: 27-1, 24-18, 16-16, 26-18                      |                                                                                                 |  |
|                       | Estadísticas Bruno Zanotti 15 Guillermo Araujo 5 Luis Ljubetich 6 | Reporte - Pts Reb Asts               | Estadísticas 13 Anthony Moe 11 Anthony Moe 2 Stanton Rose | Pabellón: Coliseo Cubierto San Antonio Árbitros: Alexis Mercado Kendell Christopher Máximo Cruz |  |

| 22 de febrero de 2019 | Colombia                                                            | 84–51                                | Bolivia                                                 | Tunja                                                                                            |  |
| 20:00 (UTC-5)         | Parciales: 19-12, 19-19, 31-8, 15-12                                | Parciales: 19-12, 19-19, 31-8, 15-12 | Parciales: 19-12, 19-19, 31-8, 15-12                    |                                                                                                  |  |
|                       | Estadísticas Braian Angola 18 Michaell Jackson 7 Michaell Jackson 3 | Reporte Pts Reb Asts                 | Estadísticas 13 Luis Choque 6 Luis Choque 2 Ronald Arze | Pabellón: Coliseo Cubierto San Antonio Árbitros: Héctor Sánchez Mauricio Chinchilla Roberto Mota |  |

#### Fecha 2
| 23 de febrero de 2019 | Bolivia                                                       | 73–75                                 | Paraguay                                                         | Tunja                                                                                           |  |
| 16:30 (UTC-5)         | Parciales: 16-14, 26-18, 12-19, 19-24                         | Parciales: 16-14, 26-18, 12-19, 19-24 | Parciales: 16-14, 26-18, 12-19, 19-24                            |                                                                                                 |  |
|                       | Estadísticas Cristhian Camargo 17 Rene Calvo 8 Martín Ochoa 5 | Reporte Pts Reb Asts                  | Estadísticas 22 Guillermo Araujo 9 Diego Bareiro 4 Diego Bareiro | Pabellón: Coliseo Cubierto San Antonio Árbitros: Héctor Sánchez Máximo Cruz Mauricio Chinchilla |  |

| 23 de febrero de 2019 | Colombia                                                      | 114–68                                | Guyana                                                    | Tunja                                                                                      |  |
| 19:00 (UTC-5)         | Parciales: 21-22, 25-11, 32-23, 36-12                         | Parciales: 21-22, 25-11, 32-23, 36-12 | Parciales: 21-22, 25-11, 32-23, 36-12                     |                                                                                            |  |
|                       | Estadísticas Braian Angola 26 Luis Almanza 11 Braian Angola 8 | Reporte - Pts Reb Asts                | Estadísticas 17 Anthony Moe 12 Anthony Moe 5 Stanton Rose | Pabellón: Coliseo Cubierto San Antonio Árbitros: Alexis Mercado Kendell Henry Roberto Mota |  |

#### Fecha 3
| 24 de febrero de 2019 | Guyana                                                       | 73–65                                 | Bolivia                                                              | Tunja                                                                                           |  |
| 16:30 (UTC-5)         | Parciales: 16-19, 19-21, 18-15, 20-10                        | Parciales: 16-19, 19-21, 18-15, 20-10 | Parciales: 16-19, 19-21, 18-15, 20-10                                |                                                                                                 |  |
|                       | Estadísticas Anthony Moe 16 Stanton Rose 13 Shaine Webster 4 | Reporte Pts Reb Asts                  | Estadísticas 22 Cristhian Camargo 11 Luis Choque 4 Cristhian Camargo | Pabellón: Coliseo Cubierto San Antonio Árbitros: Kendell Henry Mauricio Chinchilla Roberto Mota |  |

| 24 de febrero de 2019 | Colombia                                                         | 93–82                                 | Paraguay                                                      | Tunja                                                                                      |  |
| 19:00 (UTC-5)         | Parciales: 27-25, 29-24, 24-15, 13-18                            | Parciales: 27-25, 29-24, 24-15, 13-18 | Parciales: 27-25, 29-24, 24-15, 13-18                         |                                                                                            |  |
|                       | Estadísticas Braian Angola 28 Braian Angola 6 Michaell Jackson 4 | Reporte Pts Reb Asts                  | Estadísticas 21 Edgar Riveros 9 Edgar Riveros 4 Edgar Riveros | Pabellón: Coliseo Cubierto San Antonio Árbitros: Alexis Mercado Máximo Cruz Héctor Sánchez |  |